# Anthurium coerulescens
Anthurium coerulescens är en kallaväxtart som beskrevs av Adolf Engler. Anthurium coerulescens ingår i släktet Anthurium och familjen kallaväxter. Inga underarter finns listade.